# Georg Kleefeld
Georg Kleefeld (Cleefeld, po polsku także Jerzy Klefeld) (ur. 23 stycznia 1522 w Elblągu; zm. 2 marca 1576 w Gdańsku) był burmistrzem Gdańska i ważnym przedstawicielem Hanzy.
Był synem elbląskiego rajcy Georga Kleefelda. Wcześnie osierocony, przeniósł się do krewnych w Gdańsku i w 1543 rozpoczął studia na uniwersytecie w Wittenberdze. Dzięki stypendium gdańskiej Rady Miejskiej w 1546 przeniósł się na uniwersytet paryski, gdzie 1550 uzyskał licencjat z prawa. 1551 mianowany syndykiem miasta Gdańska, na zlecenie Rady udał się na negocjacje do Anglii. W drodze powrotnej 1554 w Orleanie promował się na doktora praw. W tym samym roku poślubił Cordulę, córkę gdańskiego rajcy Georga Mölnera.
1557 wszedł do Rady Miejskiej, 1558 został burmistrzem Gdańska i piastował to stanowisko aż do śmierci, w latach 1560, 1564 i 1568 piastował ponadto urząd burgrabiego królewskiego. Brał udział w zjazdach Hanzy, opowiadając się za wspólną polityką hanzeatycką; znacząco przyczynił się do przedłużenia przywilejów dla hanzeatów w Anglii, występując zdecydowanie za utrzymaniem londyńskiego Stalhofu.
Początkowo wspierał poczynania morskie Zygmunta II Augusta (od 1560), współpracując z królem w zakresie nadzoru nad królewskimi kaprami, tzw. strażnikami morza. 1565 wszedł w skład powołanej przez króla dwuosobowej komisji (drugim komisarzem był dworzanin królewski, Krzysztof Konarski), która orzekała prawomocność zdobytego przez kaprów łupu oraz pobierała od niego dziesięcinę, a także rozstrzygała ewentualne spory. Swoje zadania wykonywał jednak niechętnie, obawiając się, że jako burmistrz Gdańska może w ten sposób spowodować, że poszkodowani przez kaprów będą szukać odwetu kosztem jego miasta. W lutym 1567 król rozwiązał komisję, przekazując jej zadania kasztelanowi gdańskiemu Janowi Kostce, a siedzibę floty przeniósł do Pucka. Od tego czasu kaprzy królewscy znaleźli się całkowicie poza kontrolą Gdańska, a władze miasta i sam burmistrz Kleefeld, już wcześniej im niechętni, stali się ich zdecydowanymi przeciwnikami.
18 czerwca 1568 doszło pod Gdańskiem do incydentu, w którym wzięło udział 11 kaprów; zostali oni aresztowani przez władze miasta, a po kilku dniach skazani i ścięci (23 czerwca). Spowodowało to reakcję króla: dla przeprowadzenia dochodzenia została wysłana do Gdańska komisja kierowana przez biskupa włocławskiego Stanisława Karnkowskiego. Gdańszczanie nie wpuścili komisarzy do miasta i przedłożyli królowi suplikę w sprawie ich odwołania. Król odrzucił tę prośbę oraz oświadczył, że będzie obchodził się z Gdańskiem tak, jak miasto na to zasłużyło. Na obradujący w 1569 sejm w Lublinie przybyła delegacja Gdańska, w której oprócz Kleefelda uczestniczyli burmistrzowie Constantin Ferber I i Johann Proite oraz rajca Albrecht Giese. 23 marca Kleefeld został oskarżony o obrazę majestatu królewskiego. W sierpniu cała delegacja gdańska została uwięziona (Kleefeld i Giese w Sandomierzu, Ferber i Proite w Piotrkowie); wolność odzyskali dopiero 2 grudnia 1570, po uprzednim przebłaganiu króla przez delegację gdańską z burgrabią Matthiasem Zimmermannem na czele.
Georg Kleefeld został pochowany w kościele Mariackim w Gdańsku.